# Інгіаш
Інгіаш (порт. Inguias; МФА: [ĩ.ˈgi.ɐʃ]) — парафія в Португалії, у муніципалітеті Белмонте. Розташована в східній частині країни, на теренах історичної португальської провінції Бейра. Входить до складу округу Каштелу-Бранку. За адміністративним поділом, чинним до 1976 року, терени парафії були складовою провінції Нижня Бейра. Належить до Порталегрівсько-Каштелу-Бранківської діоцезії Католицької церкви. Патрон — святий Сильвестр. Площа — 23,2049 км². Населення — 670 ос. (2011). Слабо урбанізований регіон. Густота населення — 28,87 осіб/км²
. Код — 050104.

## Населення
| Кількість мешканців | Кількість мешканців | Кількість мешканців | Кількість мешканців | Кількість мешканців | Кількість мешканців | Кількість мешканців | Кількість мешканців | Кількість мешканців | Кількість мешканців | Кількість мешканців | Кількість мешканців | Кількість мешканців | Кількість мешканців | Кількість мешканців |
| ------------------- | ------------------- | ------------------- | ------------------- | ------------------- | ------------------- | ------------------- | ------------------- | ------------------- | ------------------- | ------------------- | ------------------- | ------------------- | ------------------- | ------------------- |
| 1864                | 1878                | 1890                | 1900                | 1911                | 1920                | 1930                | 1940                | 1950                | 1960                | 1970                | 1981                | 1991                | 2001                | 2011                |
| 746                 | 820                 | 826                 | 985                 | 1 055               | 1 055               | 1 256               | 1 431               | 1 568               | 1 280               | 878                 | 883                 | 981                 | 846                 | 670                 |